# Petit Garçon roux
Petit Garçon roux est un tableau réalisé par le peintre italien Amedeo Modigliani en 1919 à Nice, dans les Alpes-Maritimes. Cette huile sur toile est le portrait d'un garçon roux assis sur une chaise. Autrefois la propriété de Jean et Geneviève Masurel, l'œuvre fait partie des collections du musée national d'Art moderne, à Paris. Elle se trouve depuis 2010 en dépôt au Lille Métropole Musée d'Art moderne, d'Art contemporain et d'Art brut, à Villeneuve-d'Ascq, dans le Nord.